# Alectryon fuscus
Alectryon fuscus är en kinesträdsväxtart som beskrevs av Ludwig Radlkofer. Alectryon fuscus ingår i släktet Alectryon och familjen kinesträdsväxter. Inga underarter finns listade i Catalogue of Life.